# 3840 Mimistrobell
A 3840 Mimistrobell (ideiglenes jelöléssel 1980 TN4) a Naprendszer kisbolygóövében található aszteroida. Carolyn Shoemaker fedezte fel 1980. október 9-én.